# Sophie Binet
Pour les articles homonymes, voir Binet.
Sophie Binet, née le 5 janvier 1982 à Metz (Moselle), est une syndicaliste française, secrétaire générale de la Confédération générale du travail (CGT) depuis le 31 mars 2023.
Au cours de ses études de philosophie à l'université de Nantes (2000-2004), elle milite à l'UNEF, dont elle devient une dirigeante à partir de 2004. Elle participe notamment au mouvement contre le contrat première embauche de 2006. Elle travaille ensuite comme CPE à Marseille (2008-2009), puis en Seine-Saint-Denis (2009-2013), dans des lycées professionnels des quartiers populaires. 
Militante de la CGT-Éducation, elle devient permanente de l'Union générale des ingénieurs, cadres et techniciens CGT en 2013. En 2016, elle lance une pétition qui réunit plus d'un million de signatures en deux semaines lors du mouvement contre la loi Travail.
En 2018, elle devient secrétaire générale de cette organisation, soucieuse d'un « rassemblement des organisations syndicales, trop nombreuses et divisées ». En 2023, au cours du mouvement contre la réforme des retraites, elle est la première femme élue secrétaire générale de la CGT, prenant la succession de Philippe Martinez.

## Biographie

### Origines familiales et formation
Née le 5 janvier 1982 à Metz, d'une mère assistante sociale et d'un père cadre, Sophie Binet grandit cependant à Nantes. 
À l'âge de 15 ans, elle adhère à la Jeunesse ouvrière chrétienne,,. 
Après le baccalauréat, elle fait des études de philosophie à l'université de Nantes, où elle obtient une maîtrise de philosophie en 2004.

### Militante, puis dirigeante de l'UNEF (2000-2008)
Étudiante, elle milite à l'UNEF, tendance « Solidarité étudiante ». 
En 2002, elle est élue représentante des étudiants au conseil des études et de la vie universitaire de l'université de Nantes. En 2003, elle devient présidente de l'UNEF-Nantes et vice-présidente étudiante de son université.
Elle entre alors au bureau national de l'UNEF (réunifiée), participant notamment au mouvement contre le contrat première embauche de 2006,. 
Élue vice-présidente nationale de l'UNEF, elle effectue aussi deux mandats au Conseil national de l'enseignement supérieur et de la recherche (CNESER) en 2004-2006 et 2006-2008,,.

### Conseillère principale d'éducation (2008-2013) et militante de la CGT
En 2008-2009, elle est conseillère principale d’éducation dans des lycées professionnels des quartiers nord de Marseille, puis, de 2009 à 2013, au Blanc-Mesnil en Seine-Saint-Denis, avec l'objectif de « relancer l'ascenseur social » dans les quartiers populaires, jugeant la société française « trop compartimentée, trop sclérosée ».
Après sa nomination comme CPE au Blanc-Mesnil en 2009, Sophie Binet milite au syndicat CGT Éduc'action de Seine-Saint-Denis. Dans la section syndicale du lycée où elle travaille, elle  participe à une grève reconductible au cours du mouvement contre la réforme des retraites de 2010. 

### Parcours professionnel à la CGT

#### Permanente à l'Union générale des ingénieurs, cadres et techniciens
Intéressée par les enjeux professionnels posés par les fonctions d'encadrement dans son métier, elle rejoint la commission exécutive de l'Union générale des ingénieurs, cadres et techniciens CGT (Ugict-CGT) en 2011.
En 2014, elle est élue secrétaire générale adjointe de cette structure, puis en mars 2018, cosecrétaire générale et enfin unique secrétaire générale en novembre 2021. À ce poste, elle fait preuve d'une « bonne connaissance de l’industrie », selon le journal spécialisé L'Usine nouvelle,.
Avec l'UGICT-CGT, des associations et d'autres syndicats de salariés comme la CFDT et l'Union syndicale Solidaires, elle participe à la création de la Maison des lanceurs d'alerte en 2018, avec une attention particulière à la liberté de la presse. Elle siège au conseil d'administration en tant que représentante de l'UGICT ainsi qu'au bureau, au sein duquel elle est nommée secrétaire. Elle s'engage notamment pour améliorer la loi visant à protéger les lanceurs d'alerte adoptée en février 2022.

#### Membre du bureau confédéral de la CGT
Dès le 50e congrès, elle est élue du bureau confédéral de la CGT.
Le 18 février 2016, lendemain, de la présentation de la loi travail, elle lance la pétition « Loi Travail : non, merci ! »,, ce qui contribue fortement au mouvement social contre la loi, les deux autres initiateurs étant Caroline De Haas et Elliot Lepers, rejoints rapidement par une vingtaine de militants associatifs et syndicaux. Selon les universitaires Franck Bousquet, Nikos Smyrnaios et Emmanuel Marty, cette pétition recueille le chiffre record de plus d'un million de signatures en deux semaines, ce qui constitue « une exception notable », susceptible d'« éclairer sur les logiques de la mobilisation électronique » et un « évènement politique » qui rompt avec le « fonctionnement de la politique française ». Pour y parvenir, elle multiplie les contacts avec les associations, les autres syndicats et les réseaux sociaux. Au total, la pétition recueillera 1,35 million de signatures.
Lors de ce mouvement social, elle souligne dans le journal Le Parisien que la CGT s'est « organisée pour être au plus près des salariés, avec un fonctionnement qui part du bas » dans la volonté de « rassembler aussi bien les ouvriers que les cadres et techniciens ». Parmi ses priorités, « reconnaître aux précaires ou aux prétendus travailleurs indépendants des droits transférables », qui seraient « rattachés à leur personne et non plus à leur statut ou à leur contrat de travail ».
En 2018, elle devient « pilote du collectif femme mixité » chargée des questions d'égalité femmes-hommes, au sein de la direction élargie du syndicat,.
Dans une tribune publiée dans la presse, en novembre 2022, elle dénonce le manque d’avancées contre les violences sexistes et sexuelles dans le monde du travail, et le retard des institutions, cinq ans après le début de libération de la parole avec le mouvement #MeToo. Le 15 février, elle organise une manifestation devant l’Assemblée nationale, de l’UGICT-CGT et du collectif #NousToutes, pour dénoncer les inégalités salariales entre hommes et femmes et anime une soirée d'explications et débats sur les conséquences de la réforme des retraites pour les femmes.

#### Secrétaire générale
Le 31 mars 2023, lors du 53e congrès de la CGT, elle succède à Philippe Martinez à la tête de la CGT avec 82 % des voix des 32 fédérations, à la suite du rejet des candidatures de Marie Buisson, candidate de l’équipe sortante. Devançant Céline Verzeletti, également opposée à l’équipe sortante, elle devient la première femme à occuper ce poste depuis la création du syndicat en 1895,,.
Son élection lors du mouvement social contre le projet Dussopt sur les retraites met fin aux interrogations sur la stratégie de la CGT, : elle annonce dans la foulée que « l’intersyndicale, unie » rencontrera la Première ministre Élisabeth Borne « pour exiger le retrait » du projet. Marylise Léon, secrétaire générale adjointe de la CFDT, considère qu'il y a « un travail d’éclaircissement de la ligne après le congrès de la CGT », où apparaissaient « plusieurs éléments de divergences internes ». Son élection "pourrait apaiser les tensions" entre les différentes composantes de la CGT et "lui permettre de retrouver une cohésion collective", selon une analyse de Michel Noblecourt, spécialiste de ces questions, dans Le Monde'.
Le 6 avril, pour sa première manifestation comme secrétaire générale, elle vient soutenir les grévistes de Storengy, filiale d'Engie, à Gournay-sur-Aronde, dans l'Oise, en grève depuis 33 jours, en déclarant que leur « lutte est centrale » et en soulignant que « 33 jours de grève, quand on connait le salaire moyen en France, ça pèse lourd sur le porte-monnaie ».
Dans une tribune publiée dans la presse avec une centaine de féministes en mai 2023, elle dénonce le "cumul du mépris de classe et du sexisme" chez Vertbaudet, où elle a été soutenir les ouvrières peu après son élection, en reprenant leur appel au boycott en brandissant la menace d'une action nationale, et des fonds financiers de LBO qui "se croient autorisés à essorer les salariés au profit de leurs actionnaires" dans "de plus en plus d'enseignes de commerce, notamment de textile-habillement" dans le conflit social .
En 2023, elle apporte son soutien à la maternité des Bluets lorsque celle-ci fait face à des difficultés financières.
En mai 2024, elle appelle à une mobilisation de l'ensemble des forces syndicales et politiques contre l'extrême droite dans un texte « Il est minuit moins le quart », en ouverture de la réédition des Jours heureux, le programme politique pour l'après guerre du Conseil national de la résistance,. En juin 2024 lors d’un Comité confédéral national, Sophie Binet ainsi que les responsables de fédérations et des unions départementales de la CGT votent en faveur d’un soutien explicite au Nouveau Front populaire. Cette décision est présentée comme un tournant, car si la CGT appelle régulièrement à voter contre l’extrême-droite, elle n'appelle habituellement pas à voter pour un parti ou un mouvement en particulier. Le syndicat est en effet signataire de la Charte d’Amiens, qui acte l’indépendance des syndicats à l’égard des partis politiques. Le leader de La France insoumise Jean-Luc Mélenchon a salué une « décision historique ».

### Autres engagements
Elle a été adhérente du Parti socialiste (PS) et a milité dans les quartiers nord de Marseille dans les Bouches-du-Rhône. En 2008, lors du congrès de Reims elle signe la motion d'Un monde d'avance dirigé par Benoît Hamon. Puis, elle soutient Martine Aubry contre François Hollande lors de la primaire citoyenne de 2011. Lors du congrès de Toulouse, en 2012, après l'élection de François Hollande à la présidence de la République, elle signe la motion majoritaire. Elle démissionne du PS en 2013-2014, en réaction à la création du crédit d'impôt pour la compétitivité et l'emploi par le gouvernement de Jean-Marc Ayrault. Elle s'oppose ensuite franchement à la politique du deuxième gouvernement socialiste dirigé par Manuel Valls, notamment lors de la loi Travail en février 2016.
Sophie Binet est membre du Haut Conseil à l'égalité entre les femmes et les hommes pour les années 2022-2025.

## Prises de position
Pendant une manifestation contre la loi portant réforme des retraites le 6 avril 2023, Sophie Binet est interrogée par une journaliste de CNews. Elle refuse de répondre, précise qu'elle ne participe pas aux plateaux de CNews et s'adressera uniquement aux « médias qui garantissent la liberté d'expression et la pluralité ».
En novembre 2024, constatant une « accélération très forte de la dégradation de la situation » des entreprises notamment dans l'industrie pouvant conduire à des pertes d'emplois importantes, elle prône des mesures d'urgence dont « un retour aux prix régulés » de l'énergie pour l'industrie, « qui tienne compte du coût de production » et des investissements nécessaires à la relance du nucléaire, la mise en place par l'Europe de barrières douanières « plus protectrices » et également « un renforcement de la loi Florange » obligeant les entreprises de plus de 1 000 salariés à chercher un repreneur en cas de projet de fermeture afin que celle-ci soit élargie aux « entreprises de 50 salariés ou plus ».
Dans le contexte du projet de loi de finances pour 2025 et de l'opposition des grands patrons à la surtaxe d'impôt sur les sociétés, elle déclare au micro de RTL à propos de Bernard Arnault : "Pour rester sur le cas de Bernard Arnault c'est seulement 20% de ses salariés qui sont en France donc le made in France est très relatif. Et ses propos, ses comportements sont à l'image du comportement de ces grands patrons qui coulent le pays. Ils n'en ont plus rien à faire de la France. Ils n'en ont plus rien à faire de l'intérêt général, tout ce qui les intéressent c'est l'appât du gain... moi ce que j'ai envie de dire c'est que les rats quittent le navire voilà ce qu'on voit aujourd'hui." Ses propos suscitent de vives réactions patronales et politiques.

## Publications
- Elle a été chroniqueuse sur le monde du travail à l'hebdomadaire L'Humanité Magazine en 2022-2023[55], s'intéressant aussi aux questions de liberté de la presse[21].

- Sophie Binet, Maryse Dumas et Rachel Silvera (préf. Philippe Martinez), Féministe, la CGT ? : Les femmes, leur travail et l'action syndicale, Ivry-sur-Seine, Éditions de l'Atelier, 2019 (ISBN 978-2-7082-4614-0).
- Sophie Binet, « Il est minuit moins le quart », dans Sophie Binet (dir.) et Conseil national de la Résistance, Les Jours heureux, Paris, Bernard Grasset, 2024 (ISBN 978-2-246-83812-8, présentation en ligne).
- Tangui Perron (postface Sophie Binet), Tapis rouge et lutte des classes : Une autre histoire du festival de Cannes, Ivry-sur-Seine, Éditions de l'Atelier, 2024, 140 p. (ISBN 978-2-7082-5443-5).